# Petrus Johannes Keijzer

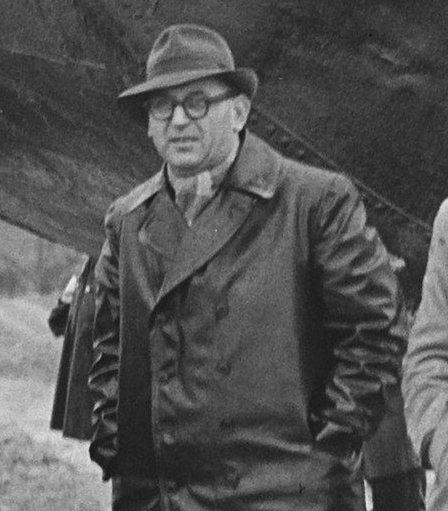
Burgemeester P.J. Keijzer (1953)

Petrus Johannes Keijzer (Nieuwe-Tonge, 17 januari 1905 – Rotterdam, 8 juni 1966) was een Nederlands politicus van de ARP .
Hij was werkzaam bij de gemeentesecretarie van eerst Herkingen en later Dirksland voor hij in 1930 benoemd werd bij de gemeentesecretarie van Alphen aan den Rijn. Keijzer werd begin 1933 de burgemeester van de Zeeuwse gemeente Wemeldinge. Eind 1937 volgde zijn benoeming tot burgemeester van de gemeenten Goedereede en Stellendam en vanaf 1943 was hij de burgemeester van de gemeenten Spijkenisse en Hekelingen. Van 1947 tot zijn overlijden in 1966 was hij ten slotte de burgemeester van Papendrecht.
Zijn zoon Ies Keijzer is ook burgemeester geweest.